# Minibiotus maculartus
Minibiotus maculartus är en djurart som tillhör fylumet trögkrypare, och som beskrevs av Giovanni Pilato och Claxton 1988. Minibiotus maculartus ingår i släktet Minibiotus och familjen Macrobiotidae. Inga underarter finns listade i Catalogue of Life.